# Liste der Berge und Erhebungen im Verwaltungsamt Maliana

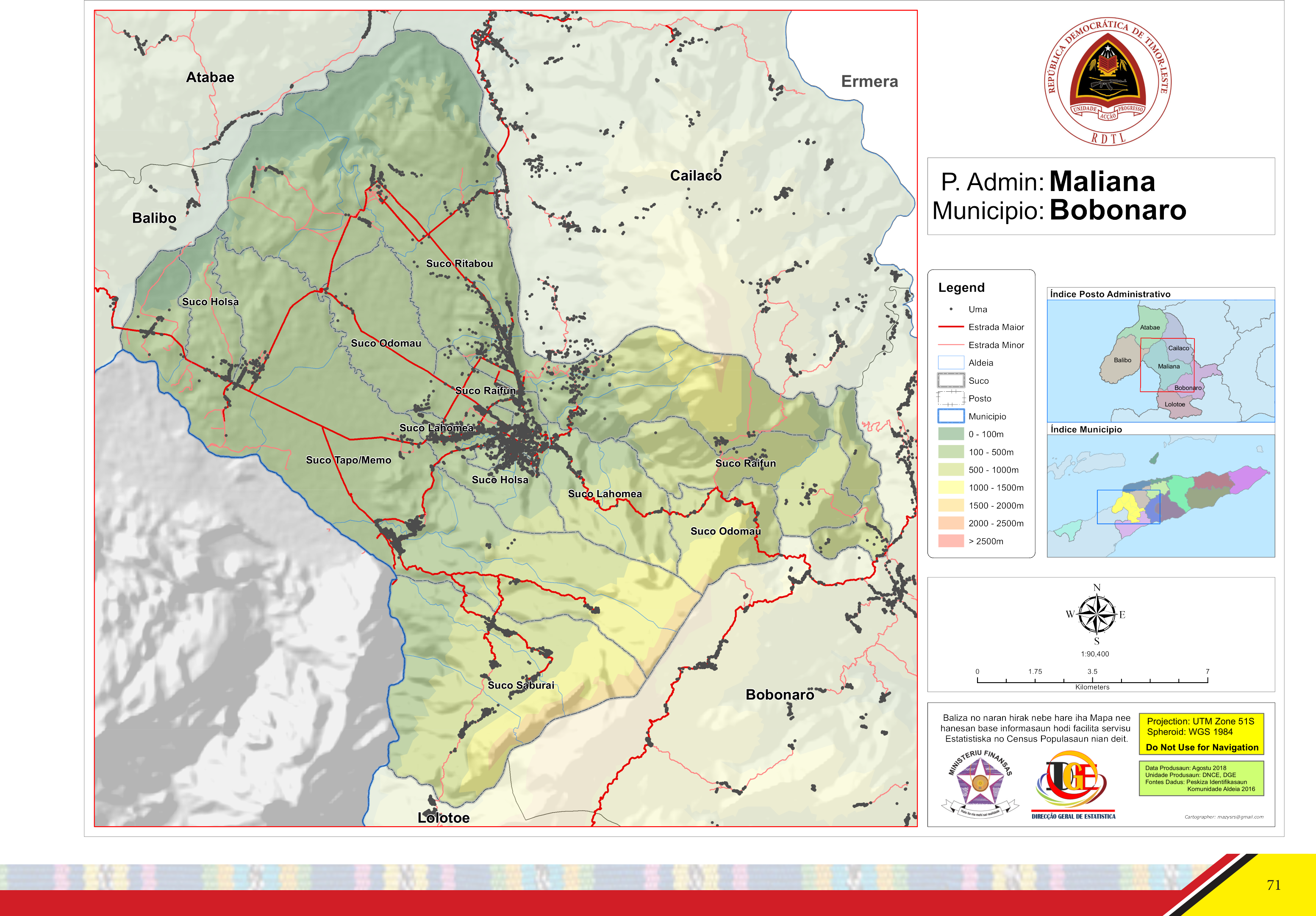
Landkarte des Verwaltungsamtes Maliana

Dies ist eine Liste der Berge und Erhebungen im Verwaltungsamt Maliana, im Zentrum der osttimoresischen Gemeinde Bobonaro. Die Liste ist nicht vollständig.
| Name           | Alternativnamen                 | Koordinaten           | Höhe   | Aldeia      | Suco      |
| -------------- | ------------------------------- | --------------------- | ------ | ----------- | --------- |
| Matuloun       | Foho Matuloun                   | 09° 00′ S, 125° 19′ O | 1030 m | Raifun Foho | Raifun    |
| Foho Manucleun | Manucleun                       | 08° 59′ S, 125° 18′ O | 580 m  | Maganutu    | Ritabou   |
| Foho Atubrau   | Atubrau                         | 08° 55′ S, 125° 11′ O | 130 m  | Moleana     | Ritabou   |
| Lolo Uat       | Uat                             | 09° 01′ S, 125° 19′ O | 830 m  | Uat         | Ritabou   |
| Lolo Tumisiri  | Tumisiri                        | 09° 02′ S, 125° 16′ O | 1495 m | Pip Galag 1 | Tapo/Memo |
| Foho Belgu     | Belgu                           | 09° 03′ S, 125° 15′ O | 1559 m | Pip Galag 2 | Tapo/Memo |
| Mabilwa        |                                 | 09° 05′ S, 125° 13′ O | 1656 m | Mabiloa     | Saburai   |
| Foho Malitoli  | Malitoli, Foho Saburai, Saburai | 09° 04′ S, 125° 14′ O | 1714 m | Cossal      | Saburai   |

### Weitere Einzelnachweise
1. ↑  Ministru Prezidénsia Konsellu Ministrus, Fidelis Manuel Leite Magalhães: Bobonaro, Loron 25 fulan Setembru tinan 2022 - Ministru Prezidénsia Konsellu Ministrus, Fidelis Manuel Leite Magalhães, hamutuk ho Embaixador Nova Zelandia iha Timor Leste,  Philip Hewitt no esposa halao vizita ba foho Belgu tutun, suku Tapo, postu administrativu Bobonaro, 25. September 2022, abgerufen am 3. Februar 2025.

- Karte mit allen Koordinaten:
- OSM |
- WikiMap